# おれと一乃のゲーム同好会活動日誌
『おれと一乃のゲーム同好会活動日誌』（おれといちののゲームどうこうかいかつどうにっし）は、葉村哲による日本のライトノベル。イラストはほんたにかなえが担当。MF文庫J（メディアファクトリー→KADOKAWA）より2010年7月から2014年5月まで刊行された。登場するキャラクターは異能を持っているという設定であるが、その異能の使用目的は明らかにされておらず、日常ものの作品に分類される。
メディアミックスとして、第6巻の発売日である2011年10月25日にはドラマCD化およびコミカライズが発表された。漫画版は『月刊コミックアライブ』（メディアファクトリー）2012年1月号から2013年2月号まで掲載された。作画は森みさきが担当。ドラマCDの第1巻は2012年5月に発売された。

## あらすじ
目的のない異能「煉獄」を持つ高校生、森塚一乃は同級生である白崎宗司に異能を使っているところを見られてしまう。一乃は宗司の口を封じようとしたが、宗司も異能「零白夜」を持っていることを知る。一乃はそれまで自らの異能を隠すため、人と関わらずにいたが、宗司に助けられ、宗司ならば信用できるかもしれないと考えるようになる。そして一乃はゲーム同好会を作り、卒業まで宗司と共にいる、一乃が宗司を信じられるようになったら宗司に一乃自身をあげるという契約を宗司と行った。
その後、ゲーム同好会に宗司の親友を名乗る沢村キリカが宗司を追ってゲーム同好会に入部、宗司の妹のリリスも登場して、宗司らの日常が描かれていく。

## 登場人物
担当声優はドラマCD版のもの。
白崎 宗司（しろさき そうじ）
声 - 日野聡
本作の主人公。荒谷学園高等部に通う高校2年生、ゲーム同好会会員。学業成績は中の下から中の中程度。制服は学ランを着用。
困っている人を見ると放っておけず、世話を焼こうとしてしまう性格。また、シスターコンプレックス気味で、リリスに対しては甘い。好みの女性のタイプは「普通で一緒にいて安心できる女の子」。その性格ゆえに一乃たちにいじられることもしばしばで、彼女らに対するツッコミ役。しかし、それ以外の本心は全くと言ってよいほど表に出さない。
6巻終盤で髪が白くなり、白髪染めを使用している。また、いまままで自分を殺させるために彼女達を誘導していたが七巻終盤で彼女達にそれを否定され、優先すべきは宗司打倒より恋敵たちとの戦いの方が重要と宣言され、その目論見を崩すため「俺はすべて受け止める！全員かかってこいや！」とハーレム宣言をしている。
「零白夜」という異能を持つ。また、一乃の「煉獄」より生まれた不思議生物と会話ができる。
その真意は、ヒロインたちが持つ異能の存在理由「ラスボス」（異能を使って倒すべき敵）となること。
「零白夜」をこの世界のバグ、ほかの異能はそれを排除ための防衛システムであり、「零白夜」を倒せば異能の力は消滅するであろうとキリカに語っている。前述のハーレム宣言もヒロインたちの団結を促すためのものなのだが、意図の通りに進んでいないのが実情。
森塚 一乃（もりつか いちの）
声 - 小清水亜美
少女。16歳。宗司のクラスメート。ゲーム同好会会員。黒髪ロングヘア、瞳の色は赤、貧乳。学業成績は優秀。制服は黒いセーラー服を着用していることが多い。荒谷学園がある山の近くのマンションで一人暮らししている。
宗司に対し好意を抱いていており、8巻で宗司に告白してキスした。何かとセクハラめいた言動で宗司を翻弄するが、反面守勢に回ると弱く、顔を真っ赤にして照れる（そして長台詞でごまかす）こともしばしば。クールな風を装っているが、実はかなり残念な性格でもあり、本人いわく「ちょっぴりオタク」。時に衣装を自作するほどのコスプレ好きで、特にメイド服などを好む。また、可愛い動物が好き。突然「そう、私は森塚一乃、十六歳」と髪をかき上げながら名乗りをあげる癖がある。胸が小さいことを気にしており、たまにキリカにからかわれて闘争になるのも日常茶飯事である。
宗司と出会うまでは友達がいなかったが、同好会として活動する内に、宗司やキリカ　リリスを友達として思うようになり、同好会メンバーだけの旅行の最後に、宗司にだけこっそり｢友達っていいものね｣と語っている。（しかしフェルに聞かれており、皆に知れ渡り、次の日からしばらく｢友達っていいものね｣っていう言葉でからかわれることになる）
固定電話や携帯電話を所持していないが、インターネット回線に繋がれたノートパソコンは持っている。
炎の異能「煉獄」を持ち、常にジッポーライターを持ち歩いている。
沢村 キリカ（さわむら キリカ）
声 - 竹達彩奈
16歳（2巻より17歳）の荒谷学園高等部二年生でゲーム同好会会員。銀髪ツインテール、碧眼で巨乳。その胸はしばしば他の女性陣から嫉妬と羨望の眼差しを受ける。学業成績は中の上程度で暗記科目を得意とする。お洒落には気を使うタイプで、荒谷学園の制服を全種類所持しており、着用する制服をしばしば変えている。
宗司に対して好意を抱いており、宗司を追いかけてゲーム同好会に入会した。結果として、一乃と喧嘩する機会が最も多いキャラクター。もっとも、宗司に対してセクハラめいた誘惑を仕掛ける点も一乃同様。性格は一乃と正反対の明るいタイプ。しかし、時としてシニカルな一面を垣間見せる。相手の発言を「それこそ『悪い冗談』（バッドジョーク）だねっ」と切り返すのが口癖。一乃を貧乳とからかったりも日常茶飯事だが、実は一乃のスタイルのよさを羨ましく思っていたりもする。
変身の異能「道化師の栄光」を持つ。その代償として毎年誕生日に記憶を失うが、それに備え日記をつけ、誕生日の前には遺書を残している。
キリカが10歳のころに書いた日記には「宗司を殺す」と書いてあった。7巻では日記の記憶をすべて取り込んでしまい、10歳の姿に戻ってしまったが、7巻終盤で元の姿に戻った。
フェルと密約を結びとある計画をたて、その中で「煉獄」(カサルティリオ)の炎の槍もコピー出来るようになる。
白崎 リリス（しろさき リリス）
声 - 東山奈央
荒谷学園中等部に通う13歳の中学1年生で宗司の妹（義妹）。髪型はポニーテールで瞳の色は見る度に色の変わる虹色。2人いるが宗司にも見分けはつかない。台詞は2人が1文を半分ずつ言っている。
極度のブラザーコンプレックスであり、宗司に対して兄妹愛以上の好意を抱いている。ゲーム同好会部室では、一乃とキリカに挟まれて宗司が頭を抱えているところへ突然現れることが多い。また宗司を守るためならば、知り合いであろうがためらいなく殺そうとする冷酷さがあり、宗司を倒すため手を結ぼうとしていたフェルとキリカを不意打ちで殺そうとした。
鏡の異能「第一世界」を持つ。また、レイピアを砕くと自分の分身を創ることができる。鏡のような物があれば長距離のワープも可能なのがドラマCD3巻で判明している。白崎家に来たころはまだ1人であり自身の異能｢第一世界｣に苦悩するも、宗司のあるがままを受け入れろという助言により、異能を受け入れ人間ではなくなり、次の日から2人になる。
フェル
声 - 下田麻美
夏休み、宗司の家に現れた16歳の猫耳の少女。｢うな～｣が口癖の赤髪のロングヘアーで体格は小柄でありながら胸はキリカのそれに匹敵するほどの大きさ。無表情で声も平板。性格は猫のように気まぐれだが、それ以上にダメッ子。神出鬼没でどこにで現れる。いつも変な能力や機械を使い、なんでもありでみんなを引っ掻き回すトラブルメーカー
一乃と同様に炎の異能を持つ。その正体は一乃の異能「煉獄」の第一罪「竜」であり、カサルティリオのリーダーである。たまに宗司の内面を見透かしたような鋭い質問をしたり、一乃から異能を剥奪、宗司打倒のためキリカと密約を結んだりなど普段のダメっ子とは違い「煉獄」として使命を果たす冷静な顔を持つ。
リア
声 - 日高里菜
金髪縦ロールの少女で、瞳の色は真紅。その正体は一乃の異能「煉獄」の第二罪「蛇」。赤いペンギンの姿でいることが多くその時の動きが宗司に可愛い(マスコット的な)と思われ　リリスには兄を誘惑したと嫉妬され以降リリスからは人型のままでも『からあげの材料』と呼ばれている。人型としての登場時は、一乃の｢敵｣としての宗司に対抗する方法を茶番などと言ってたが、同好会メンバーに関る内に内面のダメな部分が露呈していき、同好会メンバーとして染まってしまう。同好会の中で宗司に次ぐツッコミ役。
お嬢様のような格好や言葉でクールを気取っているが、王道少女漫画の展開にあこがれたりと乙女な部分を持つ。
テス
フードのついたレインコートを着た白髪の十歳を超えたばかりに見える少女。「煉獄」の第四罪「亀」が人化した姿。
太鼓を叩き続けることで相手に夢を見せる力を持つ。
ウサ子／スズ
栗色の髪を二房の三つ編みに束ねた少女。眼鏡を掛け、ナースの服装をしている。一乃の「煉獄」の第七罪「兎」が人化した状態。
登場当初はウサ子と名乗っていたが、10巻からはスズと名乗るようになる。
森塚 終乃（もりつか ついの）
雪色の髪を持つ一乃と瓜二つの13歳の少女。一乃達が「零白夜」を殺すのを放棄したため世界が「零白夜」を殺すために生み出した存在。一乃をお姉ちゃんと呼んでいるが血縁関係はなく一乃本人も彼女の存在を認めていない。一乃同様決め台詞で「そう、私は森塚終乃、十三歳・・・」と言うことが多い。
宗司を｢敵｣といいながらも、年上だから呼び捨てはダメで、さん付けは変だとかで結局｢先輩」と呼ぶようになる。
切り札で16歳に成長できるが、夢の世界でそれをやってしまい、結局は無意味になる。現実世界に帰還した後は、一乃が彼女を引き取り一緒に暮らしている。毎日、宗司を殺そうと朝から襲撃したりするが、いつも失敗に終わっている。学園に通う気はないが、お姉ちゃんがいるからと同好会には顔を出すこともある。
「零白夜」討伐に特化した異能｢断罪の鎮魂歌｣(アンフェール・アンジュ)を使う
宗司の父親（本名不明）
世界中を回って冒険家をしている。独身であり、妻のような存在の女性が3人いる。8巻ではさらに3人増えた。
口調は豪快だが、女性たちよりも圧倒的に立場が弱いのは宗司と同様な様子。

## 用語
荒谷学園（あらやがくえん）
本作の主な舞台である、宗司らの通う中高一貫校。複数の中学校・高校が統合してできた経緯を持ち、その名残として6種類の制服が存在する。広大な敷地を有し、生徒数も多いため、部活や同好会が多く存在する。
ゲーム同好会
一乃と宗司が共にいるために設立された同好会。ゲーム同好会とは名ばかりのもので、荒谷学園には他にパソコン部や伝統ゲーム研究会が存在するため、誰も入会しないであろうという理由からこの名前となった。部室は荒谷学園第三旧校舎1階にある。

### 異能
本作の主要キャラクターが持つ目的不明の特殊能力。その内容には2種類ある。1つは、「我が根源、我が世界、我が魂――顕現せよ『（異能名）』!」の台詞と共に結界を張る能力。もう1つは、それぞれ固有の台詞と共に異能を形象するアイテムを呼び出す能力。どれも相応に強力だが、その力には代償も存在する。また宗司曰く「代償ではなく適応」であり、「異能、異なる能力、人とは違う力を扱うならば、その存在が人のままであるのは不思議じゃないか」とのこと。
煉獄（カサルティリオ）
一乃の持つ炎の異能。結界は見渡す限りに赤い空と赤い大地が広がる光景。「罪を焼け――赤き贖い『煉獄』」と唱えて呼び出す形象は炎の槍。定期的に炎を「食べ」なければならない「火喰い」を異能の代償として持つ（火に関わるものなら何でも良いのか、『その3』で花火を食べていたことがある）。
「煉獄」と言う名が示すとおり、七つの大罪に由来する7種類の技を持つ（その際一乃は「『煉獄』よ、第○の罪を焼け」と唱える）が、作中では一部しか見られない。その特殊能力はそれぞれ7つの槍に備えられている。また、この異能からは「不思議生物」（作中の記述による）が誕生している。それらを以下に列挙する。なお、唯一の男性格である第五罪を除いてすべて女性格である。
第一罪「竜（クスィパスメノス）」
「傲慢なる竜翼」。名の通り炎の翼を背中に生やし、空を飛ぶことが出来る。また、フェルの正体でもある。
第二罪「蛇（ズィリャ）」
赤いペンギン、通称ペンギン二号として顕現。「ペン」と鳴き、口から火を吐く。『その5』では、フェルの呼び出しに応じ、剣を手にした赤い騎士の姿で現れた。リアの正体。
第三罪「獅子（スィモス）」
「憤怒の咆哮」。槍を投擲し、刺さった地点に大爆発を起こす。ヒヨコとして顕現。
第四罪「亀（テペリス）」
赤いマンボウ、通称サカナ四号として顕現（同好会のメンバーで海に出かけた際、一乃が「浮き輪代わりに」呼び出した）。「マンボーウー」などと鳴く。水が無いところにも顕現できるが、呼吸困難になってしまうのがお約束。
第五罪「狼（アプリストス）」
「不思議生物」の中では最も早く、子犬の姿、通称犬五号として顕現。『その5』では「蛇」同様フェルの呼び出しに応じ、人間とほぼ同じサイズの赤い狼として顕現。人化した姿は宗司と瓜二つ。
第六罪（名称不明）
「暴食蹂躙」。槍を構えた一乃を核として作り出した巨大な炎の象が突進する。宗司との初対面時に使用したが、「零白夜」によって受け止められた。象として顕現。
第七罪「兎（エピスィメア）」
赤いアンゴラウサギ、通称うさぎ七号として顕現。鳴き声は「うさ」。煉獄の中で唯一治癒能力を持つ。『その9』においてウサ子として人化ができるようになった。
道化師の栄光（バッドジョーク）
キリカの持つ影絵の異能。結界はぼんやりとした光に照らされて走馬灯のように影絵が回る光景。「空笑え――欺く影絵『道化師の栄光』」(空の部分が本編やコミックにおいても｢そら」｢から」と両方のルビがあり、ドラマCDにおいては1巻では｢から」だが3巻では｢そら」と言っていることからどちらが正しいかは不明である)と唱えて呼び出す形象は割れた仮面。あらゆるものに変身することができる（身体の一部のみを変身させることも可能）。異能（煉獄）さえ模倣することができる。多様な能力ではあるが、あまり使いすぎると、キリカ自身が自分の素顔を忘れてしまいそうになると言う欠点もある。変身の異能によりどんな環境にも適応でき、生存するために記憶を維持する必要がなくなっており、力の代償として毎年誕生日の24時（翌日の0時）に全ての記憶を失う。
第一世界（シュレディンガー）
リリスの持つ鏡の異能。結界は辺り一面が鏡で覆われた空間。「鏡よ歪め――狂いの境界『第一世界』」と唱えて鏡の刃を持つ2本のレイピアを呼び出す（二人のリリスが1本ずつ持ち、空いた片手同士を繋ぎあう）。さらに「踊り狂い全て歪めよ、『合わせ鏡の無限迷宮（ラビリンス・オブ・デビルデビル）』」と唱えながらこのレイピアを砕くことで、リリス自身を複製することが可能。一度に多くの本人を複製できたり、胸だけが大きくなったロリ巨乳になったりこともあり、本人が持つ可能性として独特の固体にもなれる(この時は力の消費を抑えるため、一人になったりと消耗は普通より多いらしい) 『リリスワープ』　鏡のようなものがあれば、それを介して遠くに移動できる。ドラマCD3巻で無人島に流れ着いたとき、それで帰れるという言葉からかなりの距離を移動できる模様
零白夜（ラスト・エレメント）
宗司の持つ永遠の異能。「零（ゼロ）に還れ――永遠（とわ）の永劫『零白夜』」と唱えて呼び出した白手袋を装着し、その状態で触れたものの動きを強制停止させる。8巻で初めて結界を張った。すべてを白に塗りつぶし『静止した世界』を作り出す。範囲拡大も可能だが、その効力は「ある程度のところで、（宗司の）制御を離れる」という危険なもの。
また、この能力ゆえか宗司は老いることなく長い年月を生きてきたことが示唆されている。

## 既刊一覧

### 小説
第5巻には初版限定でカバー裏小説『第一回・ラジオになったよ一乃さん』がついている。
また、2011年4月に秋葉原および池袋で『おれと一乃のゲーム同好会活動日誌』のキャンペーンが行われ、そこで配布されたフライヤーに掲載されたQRコードを通じてのみ携帯電話上で書き下ろしの特典小説を閲覧できたが、第6巻にその特典小説が収録された。
- 葉村哲（著）・ほんたにかなえ（イラスト）、メディアファクトリー〈MF文庫J→KADOKAWA〉、全11巻
  - 『おれと一乃のゲーム同好会活動日誌 その1 ごく個人的な世界の終わり』、2010年7月31日初版第一刷発行（7月23日発売[5]）、ISBN 978-4-8401-3449-1
  - 『おれと一乃のゲーム同好会活動日誌 その2 さよならの週末はささやかな終末』、2010年10月31日初版第一刷発行（10月25日発売[6]）、ISBN 978-4-8401-3549-8
  - 『おれと一乃のゲーム同好会活動日誌 その3 エンドオフ・エンドレスエンド』、2011年1月31日初版第一刷発行（1月25日発売[7]）、ISBN 978-4-8401-3802-4
  - 『おれと一乃のゲーム同好会活動日誌 その4 彼女だけの「エピローグ」』、2011年4月30日初版第一刷発行（4月25日発売[8]）、ISBN 978-4-8401-3891-8
  - 『おれと一乃のゲーム同好会活動日誌 その5 この夜に奏でられるフィナーレ』、2011年7月31日初版第一刷発行（7月25日発売[9]）、ISBN 978-4-8401-3967-0
  - 『おれと一乃のゲーム同好会活動日誌 その6 End Time / End Game』、2011年10月31日初版第一刷発行（10月25日発売[10]）、ISBN 978-4-8401-4272-4
  - 『おれと一乃のゲーム同好会活動日誌 その7 結末へ至る恋の病』、2012年2月29日初版第一刷発行（2月24日発売[11]）、ISBN 978-4-8401-4396-7
  - 『おれと一乃のゲーム同好会活動日誌 その8 ハッピーエンドプロローグ』、2012年5月31日初版第一刷発行（5月25日発売[12]）、ISBN 978-4-8401-4573-2
  - 『おれと一乃のゲーム同好会活動日誌 その9 最後の一年より』、2012年12月31日初版第一刷発行（12月25日発売[13]）、ISBN 978-4-8401-4935-8
  - 『おれと一乃のゲーム同好会活動日誌 その10 End of The PersonalWorld』、2013年10月31日初版第一刷発行（12月25日発売[14]）、ISBN 978-4-04-066036-3
  - 『おれと一乃のゲーム同好会活動日誌 その11 ごく個人的な世界のはじまり』、2014年5月31日初版第一刷発行（5月23日発売[15]）、ISBN 978-4-04-066747-8

### 漫画
- 葉村哲（原作）・ほんたにかなえ（キャラクター原案）・森みさき（作画） 『おれと一乃のゲーム同好会活動日誌』 メディアファクトリー〈MFコミックス アライブシリーズ〉、全2巻
  1. 2012年5月23日発売[16]、ISBN 978-4-8401-4470-4
  2. 2012年12月22日発売[17]、ISBN 978-4-8401-4766-8

## ドラマCD
初のドラマCD版は『おれと一乃のゲーム同好会活動日誌 ドラマCD 最終楽章は華やかに』のタイトルで2012年5月25日にEDGE RECORDSレーベル（ビートニクス）より発売された。通常版の他に初回限定版と月刊コミックアライブ誌上通販限定版が用意された。
初回限定版および誌上通販限定版では同じくEDGE RECORDSレーベルで展開されている眠れないCDシリーズとのコラボレーション企画が行われ、モバイルアンケートによってCDタイトルと登場ヒロインが決定された。ヒロインアンケートの結果、森塚一乃が1位、白崎リリスが2位となり、初回限定版には眠れないドラマ「自称ツンデレの一乃さんがデレすぎて眠れないCD」が、誌上通販限定版には眠れないドラマ「二人のリリスに耳元で兄さまと囁かれて眠れないCD」が収録されたボーナスCDが付属する。また、初回限定版および誌上通販限定版のボーナスCDには原作第5巻初版のカバー裏小説の続編である「まさか第二回があろうとは誰も予想していなかったラジオ番組風企画『ラジオになったよ一乃さん』」の初回限定Ver.およびアライブVer.もそれぞれ収録される。
2012年12月21日には第2巻として『おれと一乃のゲーム同好会活動日誌 ドラマCD その2 ラストナンバーを鮮烈に』が発売された。第1巻同様、通常版のほかに初回限定版とコミックアライブ誌上通販限定版が用意され、前者には眠れないドラマ「フェルリアと新年を迎えて眠れないCD」が、後者には眠れないドラマ「キリカサンタとクリスマスを過ごすことになって眠れないCD」が収録されるほか、それぞれに「驚くべきことに第三回まで続いたラジオ番組風企画『ラジオになったよ一乃さん』」の初回限定Ver.およびアライブVer.が収録される。
2013年10月25日には原作第10巻の発売と同時に第3巻として『おれと一乃のゲーム同好会活動日誌 ドラマCD その3 終止線の向こう側』が発売された。各巻同様に初回限定版・アライブ誌上通販限定版が設定された。各限定版には本編CDのほか、それぞれ別の原作エピソードと「遂に最終回を迎えたラジオ番組風企画『ラジオになったよ一乃さん』」の初回限定Ver.およびアライブVer.が収録されたボーナスCDが付属する。